# Charles Alexander Sheldon

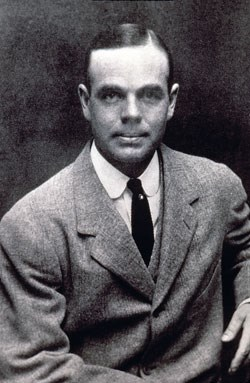

Charles Alexander Sheldon (17 de octubre de 1867-21 de septiembre de 1928) fue un conservationista estadounidense, cazador y el "Padre de Parque Nacional Denali". Tuvo un interés especial por el borrego cimarrón y pasó mucho tiempo cazando con los indios Seris en Sonora, México, quienes lo conocían como Maricaana Caamla ("cazador americano"). Otro de sus lugares favoritos fueron los lagos y ríos qué más tarde se convertirían en el parque nacional Kejimkujik en Nova Scotia donde Sheldon construyó una cabaña en el lago Beaverskin.
En diciembre de 1905, Sheldon fue elegido miembro  del Boone y Crockett Club, una organización de conservación de la fauna y flora fundada por Theodore Roosevelt y George Bird Grinnell en 1887. El Refugio Nacional Sheldron al nortoeste del estado de Nevada fue nombrado en su honor.